# Юрук
Юрук — деревня в Кезском районе Удмуртской республики.

## География
Находится в северо-восточной части Удмуртии на расстоянии приблизительно 19 км на юго-запад по прямой от районного центра поселка Кез.

## История
Известна с 1873 года как починок с 6 дворами. В 1905 году 18 дворов, в 1924 (уже деревня)- 19. До 2021 года входила в состав Чепецкого сельского поселения.

## Население
Постоянное население составляло 28 человек (1873), 150 (1905), 128 (1924, все удмурты), 84 человека в 2002 году (удмурты 97 %), 66 в 2012.